# I10
スティッククリーナー i10(アイテン)とは、アイリスオーヤマが生産・販売している充電式掃除機シリーズである。テレビCMでも宣伝されている。

## 特徴

### ハイパワーモーター
吸込仕事率210Wという2019年11月現在、当社史上最強の吸引力を持つ。ネオジウムマグネットを搭載したハイパワーDCブラシレスモーターと流体シミュレーターを用いて極限までロスを低減したファン設計である。

### 自走式パワーヘッド
大きいヘッドで一気にゴミをかき出し、軽い力でヘッドが強く進む。

### ほこり感知センサー
微細なゴミが少ないときは青、多いときは赤が点灯する。

### 静電モップクリーンシステム
業界初のシステムで、静電気を帯電させほこりを吸着し、除電プレートで除電し、パワーブラシでほこりをかき出し吸引する。これまでの掃除機では取れなかったほこりも掃除ができる。

### 2WAY仕様
ハンドルとヘッド部分をはずして、ハンディタイプとしても使用可能である。

### 紙パック式
ほこり詰まりが少なく、吸引力を下げにくい。廃棄時にもほこりが舞い上がらない。

## 製品
- スティッククリーナー i10 KIC-SLDCP9 充電式掃除機 - シルバーとピンクゴールドの2種類
- スティッククリーナー i10 IC-SLDCP9 充電式掃除機 - シャンパンゴールド

## 別売品
- スティッククリーナー用 別売りモップ ホワイト CHM03-W
- スティッククリーナー i10 別売ダストパック ブルー FDPAG36
- スティッククリーナー i10 別売バッテリー CBL2821